# Mường Than
Mường Than là xã thuộc huyện Than Uyên, tỉnh Lai Châu, Việt Nam.

## Địa giới hành chính
Đông giáp xã Nậm Xé, huyện Văn Bàn, tỉnh Lào Cai và xã Hồ Bốn, huyện Mù Căng Chải, tỉnh Yên Bái; Tây giáp các xã Mường Cang và Mường Mít, huyện Than Uyên; Nam giáp xã Hua Nà và thị trấn Than Uyên, huyện Than Uyên; Bắc giáp xã Phúc Than, huyện Than Uyên.

## Lịch sử hành chính
Tháng 11 năm 2003, xã Mường Than cùng với các xã, thị trấn trong huyện Than Uyên chuyển từ tỉnh Lào Cai về tỉnh Lai Châu mới.
Năm 2006, một phần diện tích và dân số, bao gồm 5.628,32 ha diện tích tự nhiên và 4.865 người của xã Mường Than được tách ra để thành lập xã Phúc Than.